# Faktoring
Faktoring je metoda financování krátkodobých úvěrů poskytnutých při dodávkách zboží a služeb.
Podstatou faktoringu je odkup krátkodobých pohledávek zpravidla bez postihu vůči původnímu věřiteli. Základem pro vztah je faktoringová smlouva, která stanoví práva a povinnosti obou stran. Cenou faktoringu je faktoringová provize (0,8 – 3% z pohledávky), která je tvořena rizikovou složkou a náklady souvisejícími se zpracováním faktoringu.
Odkup pohledávek provádí faktoringová společnost (banka) buď bez možnosti zpětného regresu na dodavatele, tzn. že riziko nezaplacení pohledávky přechází na faktoringovou společnost, nebo s možností zpětného regresu (riziko nezaplacení zůstává na dodavateli). Pohledávky, které jsou předmětem odkupu, musí obvykle splňovat následující podmínky:
- vznik pohledávky na základě dodavatelského nezajištěného úvěru
- existence možnosti postoupení pohledávky
- splatnost pohledávek nesmí překročit 180 dní
- nesmí být s pohledávkou spojena práva dalších (třetích) osob
- pohledávka je za subjektem pro faktoringovou společnost akceptovatelnou bonitou a z příjatelné země

## Funkce faktoringu
- Funkce předfinancování (úvěrování): faktor proplácí sjednanou výši odkupovaných pohledávek v okamžiku jejich odkupu. Opět faktor vyplatí 80 % pohledávky a zbývající část mu slouží jako záruka pro případ skonta, reklamací, úroků, provizí….
- Funkce správy pohledávek a ostatních služeb: faktor na základě faktoringové smlouvy poskytuje dodavatelům pohledávek služby související s odkupovanými pohledávkami (účetnictví, statistika, výkaznictví…)
- Funkce garanční: faktoringová společnost musí v případě nezaplacení pohledávky sama provést proplacení pohledávky dodavateli ve formě garanční platby, která následuje např.: ve lhůtě 90-120 dnů po termínu splatnosti (standardní faktoring), ve lhůtě 10-20 dnů po termínu splatnosti (nestandardní faktoring)
- Funkce informativní: faktoringová společnost poskytuje informace o finanční situaci dodavatele (odběratele), poradenství a administrativu

## Druhy faktoringu
- Úplný faktoring: faktoringová společnost zabezpečuje všechny operace spojené s faktoringem (účetnictví, výkaznictví, pojištění, vymáhání…). Zároveň před uzavřením smlouvy opatřuje komerční informace o hospodářské situaci dodavatele (odběratele).
- Důvěrný faktoring: omezuje se pouze na financování vybraných pohledávek a odmítá nedobytné pohledávky, pohledávky na zboží, u kterého hrozí nebezpečí častých reklamací a pohledávky vůči opakovaně neplatícím odběratelům.
- Tuzemský faktoring: dochází k převzetí závazků za tuzemské subjekty vůči jiným tuzemským subjektům. Je uplatňován na vnitřním trhu na území jednoho státu a mezi subjekty jednoho státu.
- Zahraniční faktoring: uplatňuje se při obchodování subjektů, při němž zboží (služby) přechází za hranice státu

## Zásady faktoringu
- V případě odkoupení pohledávky plní faktor finančně zabezpečující funkci a funkci služeb, přičemž na sebe přebírá riziko z nezaplacení. Ostatní rizika musí být dohodnuta ve faktoringové smlouvě.
- Při faktoringu se většinou odkupují celé skupiny krátkodobých pohledávek, které jsou rozlišené časově nebo geograficky či dle jména.
- V případě nedobytnosti pohledávky není možné proti prodávajícímu žádný postih. Výjimečné jen v případě nedodané potřebné kvality či sortimentu zboží.

## Struktura transakce
Faktoring se nejjednodušeji rozděluje na tuzemský a zahraniční faktoring.

### Tuzemský faktoring
Více viz následující obrázek:

### Zahraniční faktoring
Na rozdíl od tuzemského faktoringu zde vystupují faktorové za každou stranu, tj. importní a exportní. Importní faktor poskytuje spojení mezi exportním faktorem a dovozcem. Slouží jako pomoc při např. zdolávání mezinárodních bariér (jazykové, právní, ...).